# Зертис, Стефан Константинович
Стефан Константинович Зертис-Каменский (1660—1722) — молдавский толмач, с 1691 года состоявший при гетманской канцелярии Ивана Мазепы переводчиком с молдавского, греческого и турецкого языков.
После перехода гетмана Мазепы на сторону шведского короля Карла XII, Зертис, оставленный в Батурине, убеждал местных жителей не поддерживать более гетмана, за что был прикован к пушке и освобождён лишь после взятия Батурина царскими войсками.
Отец московского архиепископа Амвросия, павшего жертвой московского чумного бунта; дед археографа Николая Бантыша, прибавившего к своей фамилии часть фамилии деда («Каменский»).

## Источник
- Зертис, Стефан Константинович // Энциклопедический словарь Брокгауза и Ефрона : в 86 т. (82 т. и 4 доп.). — СПб., 1890—1907.